# Rehab El Gafy
Rehab Mahmoud El Gafy, née le 10 octobre 1972, est une judokate égyptienne. 

## Carrière
Rehab El Gafy est éliminée en quarts de finale du tournoi des moins de 48 kg des Jeux olympiques d'été de 1988 à Séoul par la Japonaise Fumiko Esaki (es).
Elle est médaillée de bronze dans la catégorie des moins de 48 kg aux Championnats d'Afrique de judo 1990 à Alger.